# The X-Files: Original Motion Picture Score
The X-Files: Original Motion Picture Score fue la banda sonora compuesta por Mark Snow de la primera película de The X-Files de 1998 que se tituló The X-Files: Fight the Future.

## Lista de canciones
Toda la música compuesta por Mark Snow. 
| The X-Files: Original Motion Picture Score |                                                          |          |  |
| N.º                                        | Título                                                   | Duración |  |
| 1.                                         | «Threnody in X» (contiene partes de «The X-Files Theme») | 3:14     |  |
| 2.                                         | «B.C. Blood»                                             | 2:26     |  |
| 3.                                         | «Goop»                                                   | 4:17     |  |
| 4.                                         | «Soda Pop»                                               | 4:45     |  |
| 5.                                         | «Already Dead»                                           | 1:42     |  |
| 6.                                         | «Cave Base»                                              | 1:31     |  |
| 7.                                         | «Remnants»                                               | 2:10     |  |
| 8.                                         | «Fossil Swings»                                          | 0:58     |  |
| 9.                                         | «Plague»                                                 | 3:22     |  |
| 10.                                        | «Goodbye Bronschweig»                                    | 2:40     |  |
| 11.                                        | «Call to Arms»                                           | 0:57     |  |
| 12.                                        | «Crossroads»                                             | 2:17     |  |
| 13.                                        | «Corn Hives»                                             | 3:04     |  |
| 14.                                        | «Corn Copters»                                           | 2:35     |  |
| 15.                                        | «Out of Luck»                                            | 1:00     |  |
| 16.                                        | «Stung Kissing/Cargo Hold»                               | 4:11     |  |
| 17.                                        | «Come and Gone»                                          | 5:27     |  |
| 18.                                        | «Trust No One»                                           | 2:51     |  |
| 19.                                        | «Ice Base»                                               | 1:34     |  |
| 20.                                        | «Mind Games»                                             | 3:52     |  |
| 21.                                        | «Nightmare»                                              | 2:44     |  |
| 22.                                        | «Pod Monster Suite»                                      | 5:21     |  |
| 23.                                        | «Facts»                                                  | 2:35     |  |
| 24.                                        | «Crater Hug»                                             | 2:05     |  |

- Datos: Q7776393